# IC 3649
IC 3649 ist eine Spiralgalaxie vom Hubble-Typ S? im Sternbild Coma Berenices am Nordsternhimmel. Sie ist schätzungsweise 579 Millionen Lichtjahre von der Milchstraße entfernt.
Das Objekt wurde am 27. Januar 1904 von Max Wolf entdeckt.